# Brunswick (Wisconsin)
Brunswick è un comune degli Stati Uniti, situato in Wisconsin, nella Contea di Eau Claire.